# Blaby District
Blaby ist ein District in der Grafschaft Leicestershire in England. Verwaltungssitz ist die Gemeinde Blaby. Weitere bedeutende Orte sind Cosby, Countesthorpe, Glenfield, Enderby und Stoney Stanton. Glenfield ist Sitz der Grafschaftsverwaltung von Leicestershire, seitdem Leicester einen unabhängigen Stadtkreis bildet.
Ab 1894 war Blaby ein Rural District von Leicestershire. Im Jahr 1913 wurde Oadby abgetrennt und zu einem Urban District erhoben. 1935 verlor Blaby einige Gebiete an die Stadt Leicester, erhielt aber einen Teil des aufgelösten Hinckley Rural District.
Koordinaten: 52° 34′ N, 1° 12′ W